# Osmia ishikawai
Osmia ishikawai là một loài Hymenoptera trong họ Megachilidae. Loài này được Hirashima mô tả khoa học năm 1973.